# Crematogaster cerasi
Crematogaster cerasi är en myrart som beskrevs av Fitch 1855. Crematogaster cerasi ingår i släktet Crematogaster och familjen myror. Inga underarter finns listade i Catalogue of Life.

## Bildgalleri

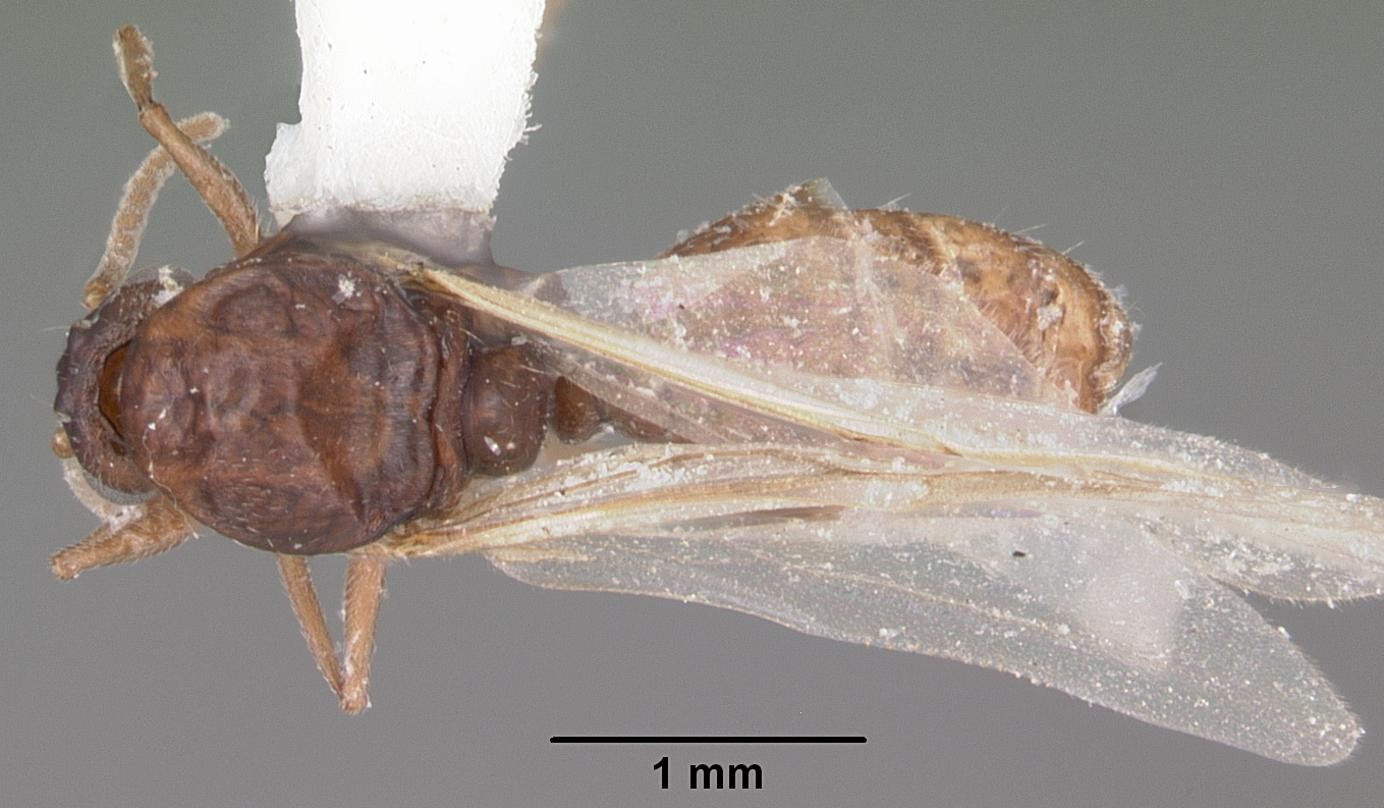
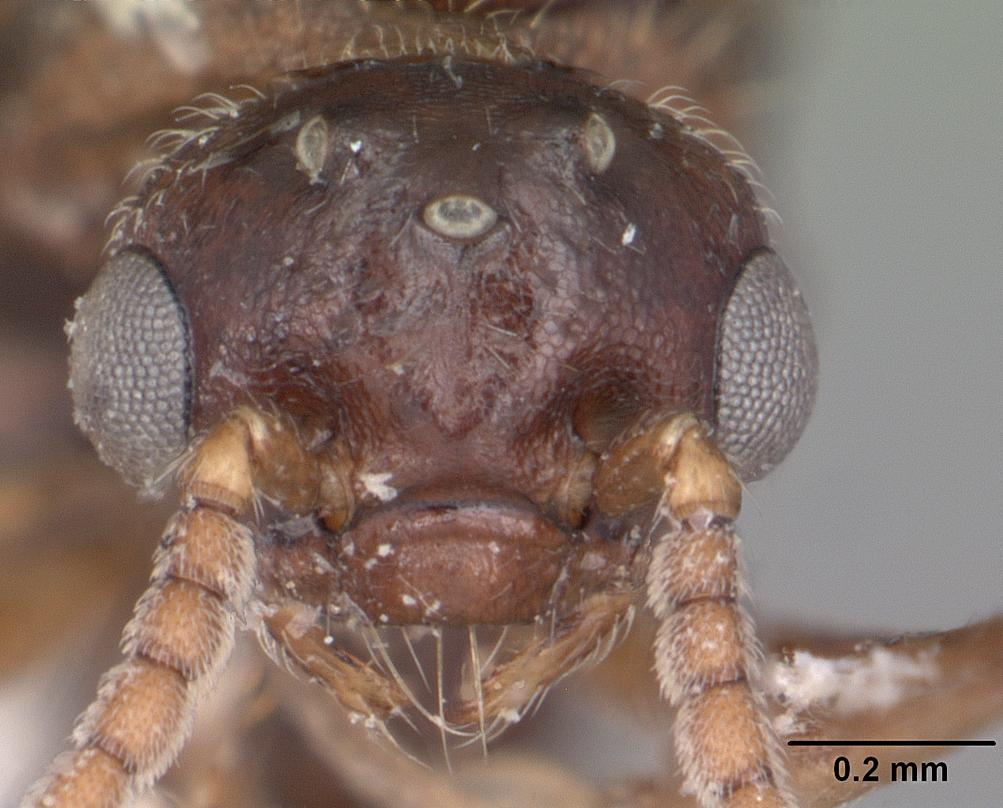
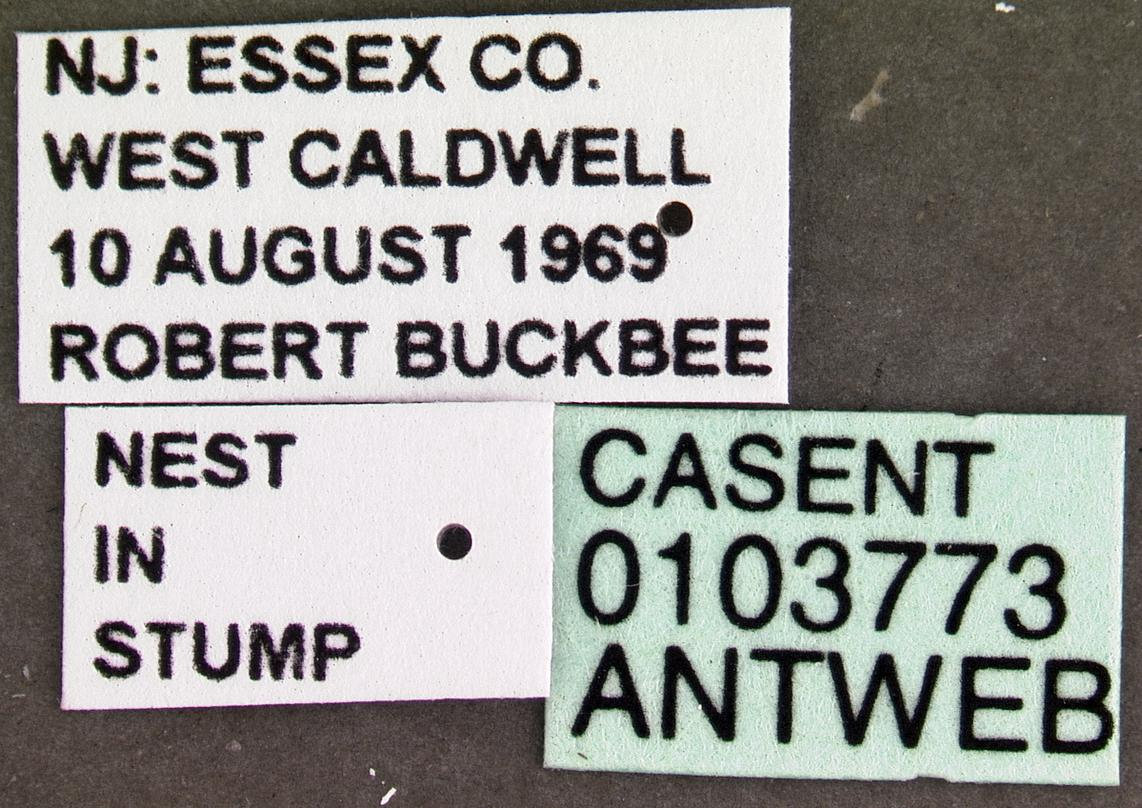
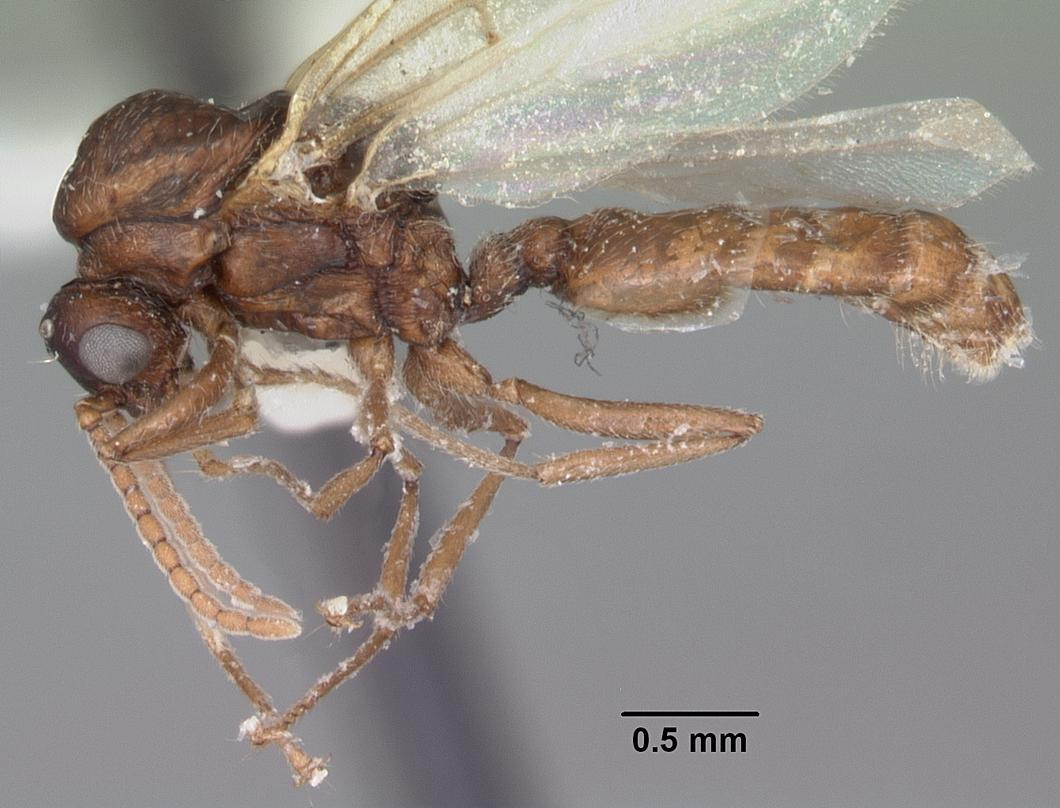
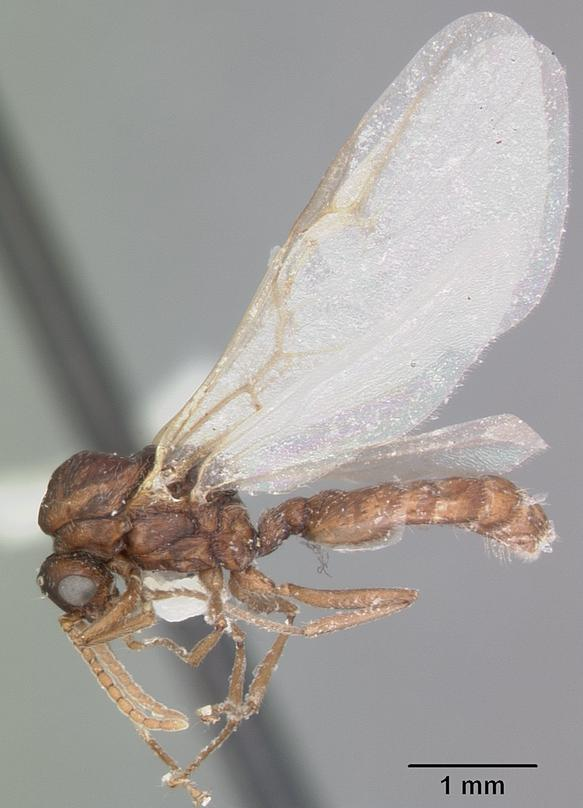
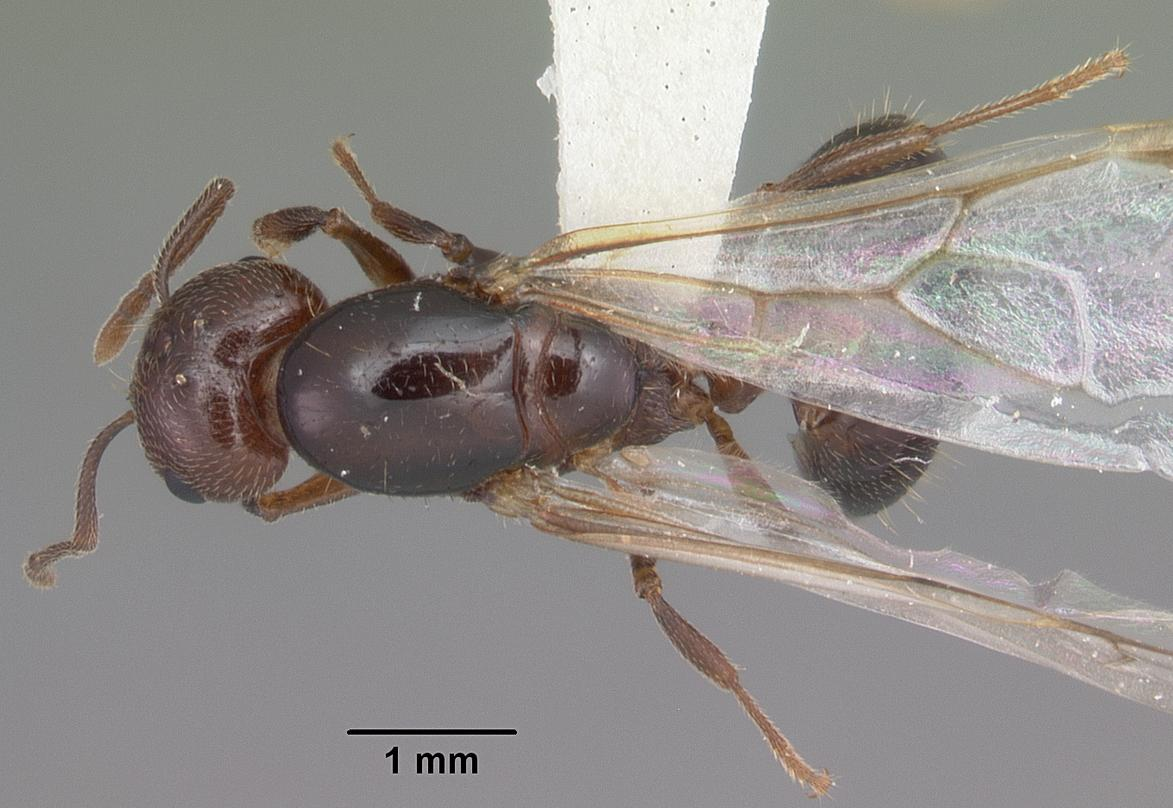